# Пол Остер
Пол Остер (Њуарк, 3. фебруар 1947 — Њујорк, 30. aприл 2024) био је амерички књижевник, сценариста, редитељ и преводилац.

## Биографија
Пол Бењамин Остер рођен је у Њуарку, Њу Џерзи, у јеврејској породици средње класе од мајке Квини и оца Семјуела Остера. Имао три године млађу сестру која је са пет година постала психички нестабилна а касније је претрпела и менталне поремећаје.
Са дванаест година Остер је развио страст према читању. За то је делимично био заслужан његов ујак Ален Манделбаум који је оставио неколико кутија са књигама у Остеровој кући пре него што је кренуо на пут по Европи.
Похађао је Коломбија средњу школу у Мејпллвуду. Дипломирао је 1970. на Колумбија Универзитету, након чега се преселио у Париз где је радио као преводилац француске књижевности. Између осталих, преводио је дела Стефана Малармеа и Жосефа Жубера.
У Сједињене Америчке Државе се вратио 1974. и почео је да пише есеје, песме и романе. Превео је многа значајне дела француске књижевности.
Његов живот се одвијао између Америке и Европе. Докторирао је на катедри за енглеску и компаративну књижевност. Проучавао је Пруста и Џојса. Његово дело прдставља спој европских и америчких књижевних тема и стилских обележја.
Женио се два пута. Оба пута својим колегиницама, писцима. Године 1974. оженио се Лидијом Дејвис, али брак је трајао свега пет година. Заједно имају сина Данијела. По други пут се оженио 1981. године, Сири Хуствет. Из овог брака родила се кћерка Софи Остер која је глумица и певачица.

## Награде
- 1989 Француска награда за културу за страну литературу за Њујоршка трилогија
- 1990 Награда Мортон Даувен Зејбл од Америчке академије за уметност и књижевност
- 1993 Награда Медицис за странце за Левијатан
- 1996 Награда Бодил – Најбољи амерички филм за: Дим
- 1996 Награда Индипендент спирит – Најбољи сцемарио: Дим
- 1996 Награда Џон Вилијам Корингтон за допринос књижевност
- 2003 постао је члан Америчке академије за уметност и науку[7]
- 2006 Награда Принц од Астурије за књижевност
- 2007 постао је почасни доктор на Универзитету у Лијежу
- 2012 Књижевна награда града Њујорка за белетристику[8]
- 2017 У ужем избору за Награду "Букер" за 4321[9]

## Дела

##### Романи
- Squeeze Play (1984) (написао је под псеудонимом Пол Бењамин)
- Њујоршка трилогија (1987)

1. Град од стакла (1985)
2. Духови (1986)
3. Закључана соба (1986)

- In the Country of Last Things (1987)
- Месечева палата (1989)
- The Music of Chance (1990)
- Auggie Wren's Christmas Story (1991)
- Левијатан (1992)
- Мр. Вертиго (1994)
- Dream Days in Hotel (1998)
- Lulu on the Bridge (1998)
- Sophie Calle: Double Game (1999)
- Timbuktu (1999)
- Књига опсена (2002)
- Пророчка ноћ (2004)
- Бруклинска ревија лудости (2005)
- Путовања у скрипторијум (2006)
- Човек у мраку (2008)
- Невидљиви (2009)
- Сансет Парк (2010)
- Зимски дневник (2012)
- Day/Night (2013)
- 4 3 2 1 (2017)[3]

##### Поезија
- Unearth (1974)
- Wall Writing (1976)
- Fragments from the Cold (1977)
- Facing the Music (1980)

##### Мемоари
- Откривање самоће (1988)
- Report from the interior (2013)

##### Есеји
- The Art of Hunger (1982)

##### Писма
- Овде и сада (2013) - преписка између Пола Остера и Џона Максвела Куција

## Сценарији за филмове
- Дим (1995)
- Модри у лицу (1995)
- Лулу на мосту (1998)
- Унутрашњи живот Мартина Фроста (2007)
- Пандорина кутија (2018)
- Након што је као тинејџер био сведок смрти пријатеља, појавио се у филму Act of God (2009), документарном филму о преживелима од удара грома.[10]

## Занимљивост
Овај признати амерички аутор и сценариста толико је био опсесиван по питању хигијене да је са собом носио свој прибор за јело, где год да је путовао.